# Tổng giáo phận Buenos Aires
Tổng giáo phận Buenos Aires là một tổng giáo phận Công giáo ở Argentina. Hồng y Jorge Mario Bergoglio làm Tổng Giám mục Tổng giáo phận này từ năm 1998 đến năm 2013 cho đến khi được bầu làm Giáo hoàng Phanxicô.
Tổng giáo phận cai quản một khu vực rộng 203 km2 và tổng dân số 2.729.610 người (2005), trong đó 2,5 triệu người là Công giáo trong 182 giáo xứ. Tổng giáo phận được chia thành bốn giáo hạt: Flores, Devoto, Belgrano và Centro.